# Orthothecium strictum
Orthothecium strictum là một loài Rêu trong họ Hypnaceae. Loài này được Lorentz mô tả khoa học đầu tiên năm 1864.